# Ligament carpo-métacarpien dorsal
Les ligaments carpo-métacarpiens dorsaux sont des ligaments des articulations carpo-métacarpiennes.
Ils s'étendent de la face dorsale des os de la rangée distale du carpe à la face dorsale des bases des deuxième, troisième, quatrième et cinquième métacarpiens.
Latéralement il y a deux ligaments allant un du trapèze et un du trapézoïde vers le deuxième métacarpien.
Plus médialement, il y a deux ligaments entre le capitatum et le troisième métacarpien.
Le quatrième métacarpien reçoit deux ligaments un du capitatum et un de l'hamatum.
Le cinquième métacarpien reçoit un ligament de l'hamatum, continu avec le ligament carpo-métacarpien palmaire équivalent.